# Unstruttal
Ne pas confondre avec le Verbandsgemeinde Unstruttal, dans l'arrondissement du Burgenland, Land de Saxe-Anhalt
Unstruttal est une commune allemande de l'arrondissement d'Unstrut-Hainich, Land de Thuringe.

## Géographie
La commune comprend les quartiers d'Ammern, Dachrieden, Eigenrode, Horsmar, Kaisershagen et Reiser.
Ammern, Reiser, Dachrieden et Horsmar se situent dans la vallée de l'Unstrut, Eigenrode et Kaisershagen sur le plateau du Muschelkalk.
|        | Dünwald    | Menteroda  |
| Anrode | Unstruttal |            |
|        |            | Mühlhausen |

Unstruttal se trouve sur la Bundesstraße 247.

## Histoire
La commune actuelle est issue de la fusion volontaire de six quartiers, alors communes indépendantes, en mars 1995. Elle entre en vigueur en septembre 1995.

## Personnalités liées à la commune
- Hans Grodotzki (né en 1936), athlète né à Menteroda.